# 634 Ute
634 Ute eller 1907 ZN är en asteroid i huvudbältet, som upptäcktes 12 maj 1907 av den tyska astronomen August Kopff i Heidelberg. Den är uppkallad efter en vän till upptäckaren.
Asteroiden har en diameter på ungefär 74 kilometer.